# Kleppe (Orpe)
Die Kleppe ist ein 7,6 km langer, orografisch linker bzw. südwestlicher Zufluss der Orpe im Landkreis Waldeck-Frankenberg in Hessen und im Hochsauerlandkreis in Nordrhein-Westfalen (Deutschland). 

## Verlauf
Als Quelle der im Nordwestteil von Nordhessen entstehenden Kleppe werden zwei Stellen angegeben: 
- Die erste Quelle der Kleppe liegt rund 3,5 km östlich von Adorf, einem Ortsteil der hessischen Gemeinde Diemelsee. Sie befindet sich auf dem Roten Land (hessisch-westfälische Hochfläche östlich und südlich von Marsberg) zwischen Wirmighausen im Westen und Vasbeck im Osten (beides Gemeindeteile von Diemelsee) rund 400 m östlich vom Hermannshof auf etwa 420 m Höhe. Von dort an sind in vorgenannter Karte die 8,25 km Flusslänge gemessen.

- Eine weitere Quelle, Güthing genannt, die auch als Kleppe-Ursprung betrachtet wird, liegt etwas unterhalb von Canstein (ein südöstlicher Stadtteil des westfälischen Marsberg) bei den Ruinen der „Mühle am Güthing“.

Von ihrer am weitesten entfernten Quelle, jener nahe dem Hermannshof, fließt die Kleppe in meist nordöstlicher Richtung durch die hauptsächlich landwirtschaftlich genutzte Hügellandschaft des Roten Lands, wobei ihr Oberlaufabschnitt bis mindestens Vasbeck oder sogar bis Canstein oftmals trocken liegt. 
Nach Kreuzen der Grenze zu Westfalen verläuft die Kleppe in Richtung und durch Canstein, an dessen Südrand das Schloss Canstein steht. Nach Durchfließen der Ortschaft passiert der Bach die bereits erwähnte Quelle „Güthing“. Schließlich mündet die Kleppe auf etwa 302 m Höhe in den aus Richtung Südosten kommenden Diemel-Zufluss Orpe. Somit ergeben sich insgesamt rund 118 m Höhenunterschied.

## Hochwasser
Die Kleppe versickert bei Trockenheit, ehe sie – wie bereits erwähnt – Vasbeck bzw. Canstein erreicht. Sie kann jedoch, besonders im Frühjahr nach der Schneeschmelze, für ihr kleines Flussbett zu viel Wasser mit sich führen, wodurch Hochwasser entstehen können. 1963 stand das Wasser der Kleppe sogar bis zum Altar der St. Laurentius-Kapelle in Canstein. Dieses Wasser und die Niederschläge, die auf dem Roten Land niedergehen, speisen neben der Kleppe- beispielsweise auch die Orpequelle.

## Einzugsgebiet und Zuflüsse
Das Einzugsgebiet der Kleppe umfasst 25,87 km². Neben wenigen Rinnsalen ist der 4,95 km lange „Bach vom Soldatenbusch“, der nordöstlich des 439 m hohen Bergs Soldatenbusch entspringt, oftmals trocken liegt und rechtsseitig unterhalb von Vasbeck einmündet, ihr einzig nennenswerter Zufluss. 